# Campionati europei di ginnastica artistica femminile 2012 - Concorso individuale (Juniores)
Il concorso generale individuale juniores dei 29° Campionati Europei si è svolto nella Brussels Expo dell'Atomium di Bruxelles, Belgio, il 9 maggio 2012. L'italiana Enus Mariani vince la medaglia d'oro del concorso con 56.265 punti. È la prima volta che una ginnasta azzurra vince il titolo europeo juniores. Neppure a Vanessa Ferrari riuscì l'impresa, seconda nel 2004 dietro Steliana Nistor.

## Vincitrici
| Oro                 | Argento                   | Bronzo                   |
| Enus Mariani Italia | Evgenija Šelgunova Russia | Andreea Munteanu Romania |

## Classifica
| Pos.    | Ginnasta            | Nazione     | Attrezzo  | Attrezzo  | Attrezzo | Attrezzo     | Totale |
| Pos.    | Ginnasta            | Nazione     | Volteggio | Parallele | Trave    | Corpo libero | Totale |
| ------- | ------------------- | ----------- | --------- | --------- | -------- | ------------ | ------ |
| Oro     | Enus Mariani        | Italia      | 13.700    | 14.566    | 13.966   | 14.033       | 56.265 |
| Argento | Evgenija Šelgunova  | Russia      | 14.133    | 13.400    | 14.066   | 13.600       | 55.199 |
| Bronzo  | Andreea Munteanu    | Romania     | 13.858    | 12.766    | 14.400   | 13.833       | 54.857 |
| 4       | Elisa Meneghini     | Italia      | 13.833    | 14.266    | 13.000   | 13.683       | 54.782 |
| 5       | Gabrielle Jupp      | Regno Unito | 13.766    | 13.433    | 13.833   | 13.666       | 54.698 |
| 6       | Maria Kharenkova    | Russia      | 13.866    | 13.666    | 12.966   | 14.133       | 54.631 |
| 7       | Berengere Fransolet | Belgio      | 13.775    | 12.833    | 13.541   | 12.900       | 53.049 |
| 8       | Sophie Scheder      | Germania    | 13.533    | 14.333    | 11.966   | 13.166       | 52.998 |
| 9       | Noémi Makra         | Ungheria    | 13.366    | 13.000    | 13.533   | 13.033       | 52.932 |
| 10      | Eythora Thorsdottir | Paesi Bassi | 13.466    | 12.566    | 13.266   | 13.433       | 52.731 |
| 11      | Roxana Popa Nedelcu | Spagna      | 14.641    | 13.233    | 12.300   | 12.366       | 52.540 |
| 12      | Ștefania Stănilă    | Romania     | 14.166    | 12.366    | 13.333   | 12.066       | 51.931 |
| 13      | Dar'ya Matveyeva    | Ucraina     | 13.500    | 11.566    | 13.700   | 12.933       | 51.699 |
| 14      | Olena Vasylieva     | Ucraina     | 13.666    | 14.433    | 12.033   | 11.150       | 51.282 |
| 15      | Angel Romaeo        | Regno Unito | 13.233    | 11.400    | 13.333   | 13.200       | 51.166 |
| 16      | Emma Larsson        | Svezia      | 13.333    | 11.800    | 13.000   | 12.841       | 50.974 |
| 16      | Alina Ehret         | Germania    | 13.400    | 12.733    | 12.566   | 12.133       | 50.832 |
| 18      | Ilaria Käslin       | Svizzera    | 12.833    | 11.266    | 13.333   | 12.966       | 50.398 |
| 19      | Dajana Hrihorjeva   | Bielorussia | 12.866    | 12.266    | 13.366   | 12.866       | 50.364 |
| 20      | Clara Chambellant   | Francia     | 12.933    | 11.900    | 12.633   | 12.633       | 50.099 |
| 21      | Valentine Pikul     | Francia     | 12.566    | 12.866    | 11.433   | 12.833       | 49.698 |
| 22      | Chantysha Netteb    | Paesi Bassi | 14.200    | 9.500     | 12.500   | 13.000       | 49.200 |
| 23      | Petra Fialova       | Rep. Ceca   | 12.433    | 12.900    | 11.600   | 11.266       | 48.199 |
| 24      | Kaciarina Fiaducik  | Bielorussia | 12.833    | 10.466    | 11.800   | 11.733       | 46.832 |